# S/2009 S 1

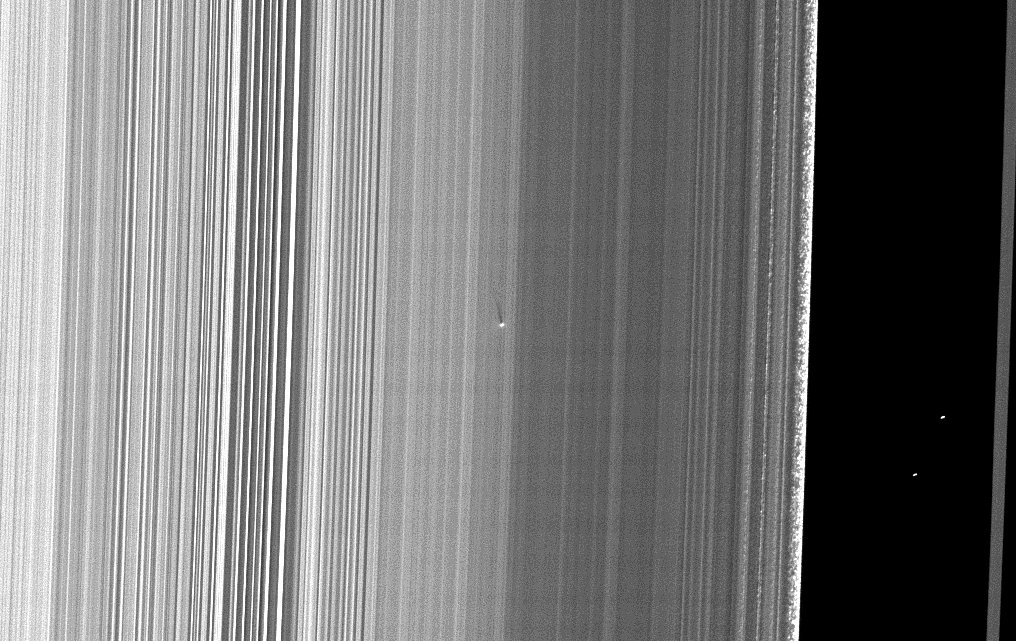
S/2009 S 1 — яскрава цятка з довгою тінню у центрі зображення

S/2009 S 1 — внутрішній мінісупутник Сатурна, який обертається в межах кілець B. Найближчий до Сатурна з відомих (на початок 2013 року) його супутників.

## Історія відкриття
Вчені відкрили S/2009 S 1 за знімком, зробленим вузькокутовою камерою АМС «Кассіні» 26 липня 2009 року. На цій фотографії вони помітили 36-кілометрову тінь від цього супутника на кільцях Сатурна. Виходячи з довжини тіні і кута падіння сонячного світла на площину кілець вони визначили, що максимальне відхилення супутника від цієї площини становить 150 метрів. Припускають, що центр супутника лежить у цій площині; а отже діаметр цього тіла — близько 300 метрів.

## Орбіта
Радіус орбіти S/2009 S 1 — 117 тис. км, тобто він перебуває ближче до планети, ніж Пан, який обертається на 16 тис. км далі.

## Фізичні характеристики
Діаметр S/2009 S 1 становить близько 300 метрів, тобто він є найменшим із відомих супутників (не беручи до уваги супутників астероїдів, які перебувають поблизу Землі). Супутник, найімовірніше, складається з того ж матеріалу, що й кільця Сатурна.